# Салпигс Ортодоксияс
„Салпигс Ортодоксияс“ (на гръцки: «Σάλπιγξ Ορθοδοξίας», в превод Тръба на православието) е гръцко списание, издавано в град Лерин (Флорина), Гърция, от 1968 година.

## История
Списанието започва да излиза в 1968 година и е издание на Леринската митрополия. Излиза всеки месец.